# Renodes albilimbata
Renodes albilimbata là một loài bướm đêm trong họ Erebidae.